# Α-アミノ酸エステラーゼ
α-アミノ酸エステラーゼ (α-amino-acid esterase) は、次の化学反応を触媒する酵素である。
α-アミノ酸エステル + H2O {\displaystyle \rightleftharpoons } α-アミノ酸 + アルコール
したがって、この酵素の基質はα-アミノ酸エステルと水、生成物はα-アミノ酸とアルコールである。
この酵素は加水分解酵素に属し、特にカルボン酸エステルに作用する。系統名は、alpha-amino-acid-ester aminoacylhydrolaseである。α-アミノ酸エステルヒドロラーゼとも呼ばれる。

## 構造学
2007年5月の時点でその三次構造が明らかになっており、PDBの1MPX、1NX9、1RYY、2B4Kおよび2B9Vにコードされている。